# Тітка Соваж
«Ті́тка Сова́ж» (фр. La Mère Sauvage) — новела французького письменника Гі де Мопассана, видана у 1884 році. Твір розповідає про загибель французької удови, що помстилася за смерть загиблого сина під час Французько-прусської війни.

## Історія
Ця новела вперше була надрукована в газеті «Le Gaulois» 3 березня 1884 року. Автор присвятив її відомому натуралісту і анатому Жоржеві Пуше. Цього ж року Гі де Мопассан опублікував новелу в книжковому форматі в збірці «Міс Гаррієт».
Український переклад цього твору здійснила Людмила Івченкова. Новела побачила світ у видавництві «Дніпро» двічі: у восьмитомному зібранні творів Гі де Мопассана (1969—1972) і двотомному виданні вибраних творів письменника (1990).

## Сюжет
Оповідач приїздить до мальовничого Вірлона і під час прогулянки бачить зруйнований будинок. Він пам'ятає його ще цілим, а тому розпитує супутника історію його занепаду. Ось що той розповідає… В будинку жила вдова браконьєра на прізвисько Соваж. Її єдиний син пішов на війну супроти пруссаків, вона ж мешкала самотньо анітрохи не боячись, бо мала міцну статуру і загартовану душу. Під час прусської навали в її будинку стали на постій кілька прусських солдатів. Як і більшість навколишніх селян, удова поставилася до них з філософською байдужістю. Та коли дістала з фронту повідомлення про загибель сина, страшно помстилася: поклавши постояльців на сіно на горищі, замкнула їх там і підпалила будинок. Полум'я пожежі привернуло увагу німців, яким удова сміливо зізналася у скоєному вбивстві та пояснила його причину. Тітку Соваж негайно розстріляли.

## Аналіз твору
Український переклад назви цієї новели хоча й усталений, але не вельми точний, оскільки в оригіналі Мопассан називає свою героїню «матінкою». Таке звертання більш точно відповідає образу героїні, чиї дії обумовлені саме материнським горем.
Тема Французько-прусської війни була дуже близька письменнику, який не приховував своїх патріотичних почуттів і негативного ставлення до німецької окупації. Трагічна або героїчна загибель героїв фігурують у багатьох його новелах: «Два приятелі», «Полонені», «Дядько Мілон». Показово, що прізвище Соваж фігурує в патріотичному контексті неодноразово, таке ж ім'я мав один з загиблих героїв новели «Два приятелі». Водночас, сюжет «Тітки Соваж» перекликається зі схожою фабулою новели «Полонені», в якій йдеться про аналогічний постій прусських солдатів у дружини мисливця, яка, проте, не знищила ворогів, а лише хитро затягла у пастку і передала в руки французів. Трагічна кінцівка твору нагадує «Дядька Мілона», герой цієї новели так само мовчки і люто мстився, був упійманий і розстріляний.